# 大庄南生涯学習プラザ
尼崎市立大庄南生涯学習プラザ（あまがさきしりつおおしょうみなみしょうがいがくしゅうぷらざ）は、兵庫県尼崎市大庄地区にある尼崎市立生涯学習プラザ。かつては旧大庄村役場、旧大庄公民館の建物であった。国の登録有形文化財。

## 概要
鉄筋コンクリート造、地上3階・地下1階の建築物で、完成当時は役場として使用されていた。生涯学習プラザとなった現在の内部には、ホール、実習室、学習室（旧貴賓室含む）、和室、図書コーナーなどがある。
また旧貴賓室には、歴代大庄村長の肖像が掲げられている。

### 分館
市内に計2館所在する。
- 大庄南分館 - 武庫川町一丁目25番地
- 稲葉荘分館 - 稲葉荘一丁目3番26号

## 設計
阪神間モダニズムを代表する建築家である、村野藤吾の設計による。その作風から、以下の点などに特徴が見られる。
- 茶褐色のタイルを用いた外壁と、肌色の窓枠の外観
- 既存の水路に合わせ、外壁西側をR状の不整形とする平面構成
- 塔屋や外壁に配置された猛禽類や植物などの装飾

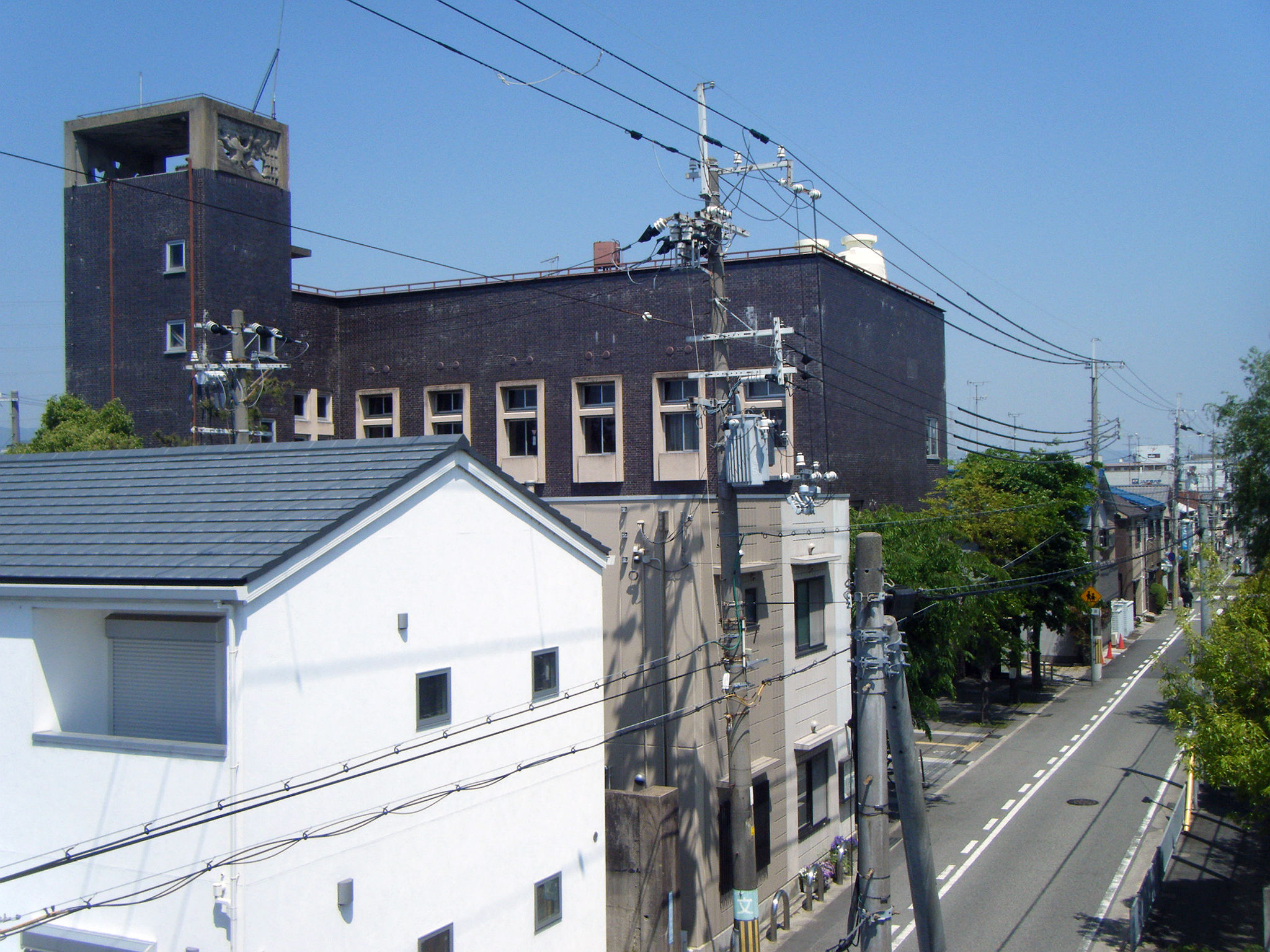
南側遠景
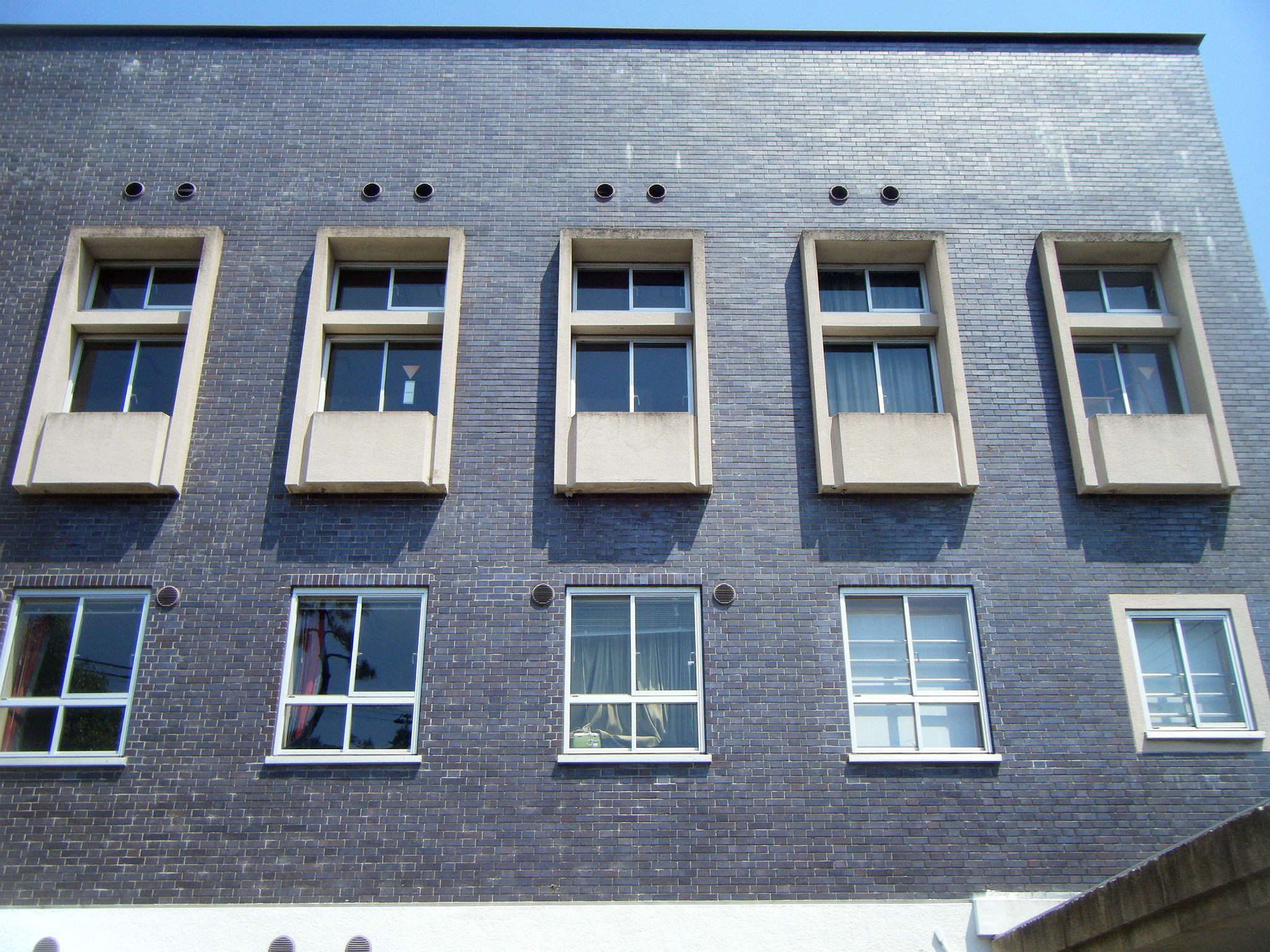
外壁南面
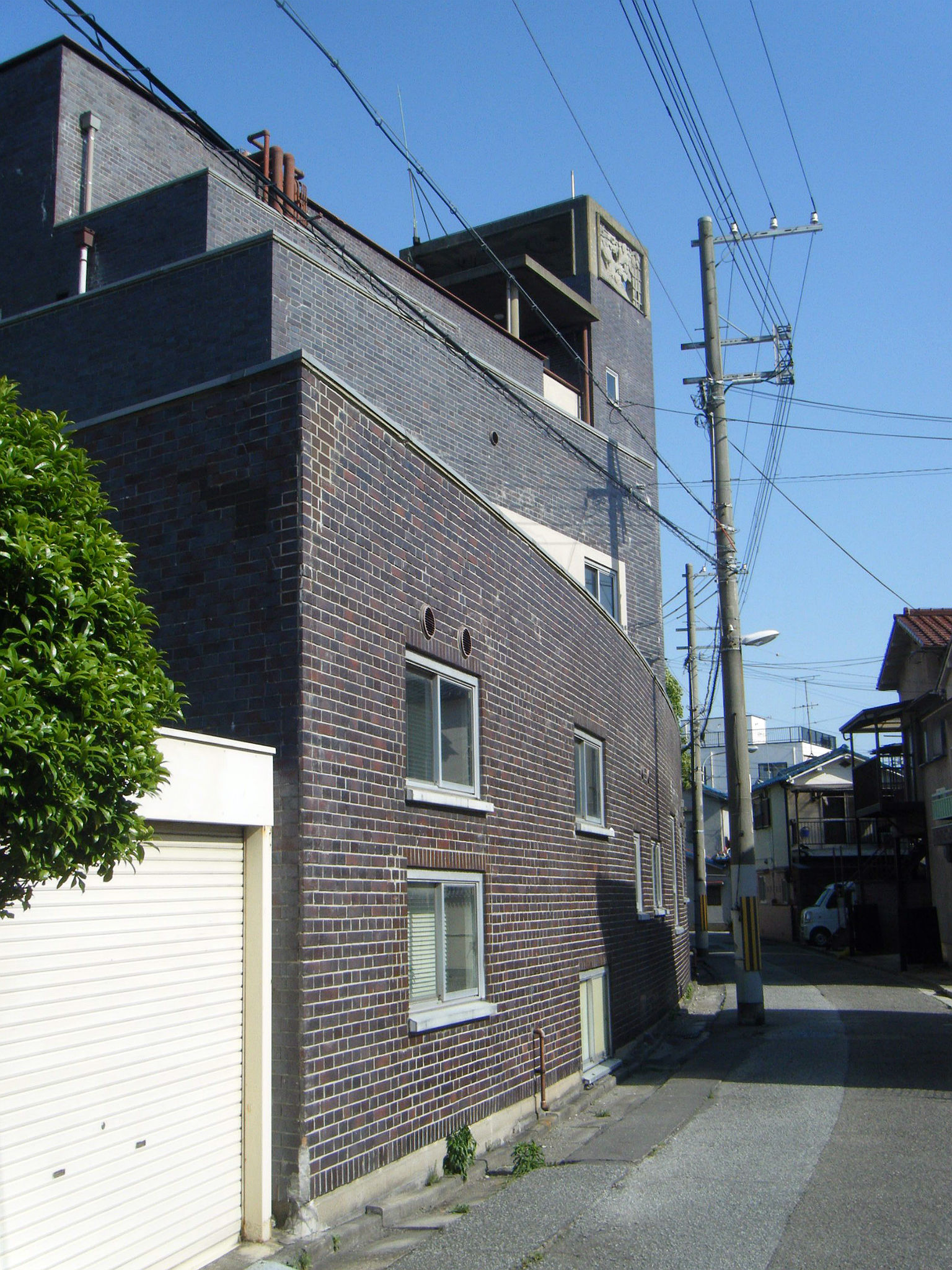
外壁西面　1階は、建築当時の水路に沿った曲面となっている。
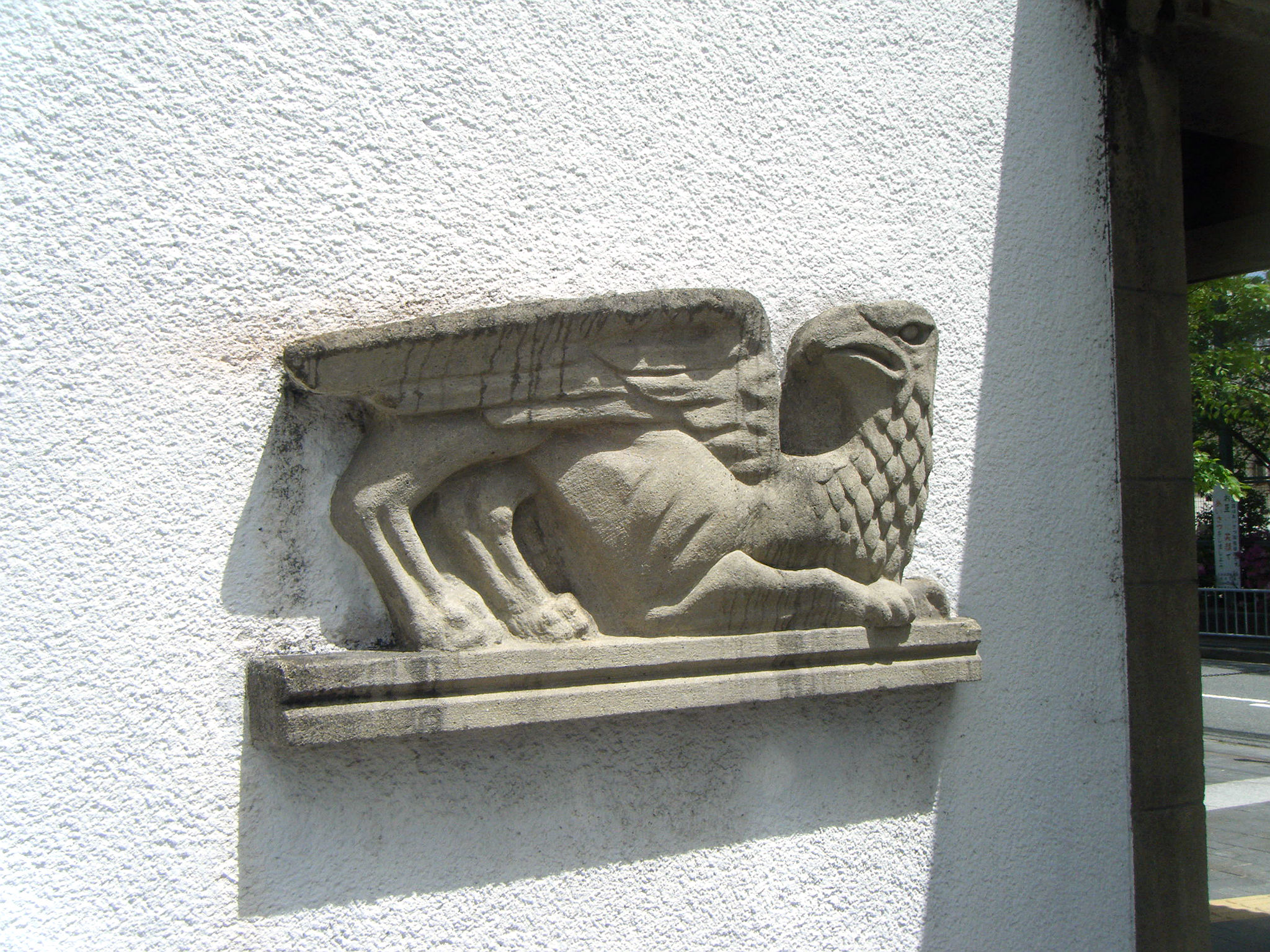
外壁南面・鷲の頭とライオンの胴を持つギリシャ神話上の動物「グリフィン」のレリーフ
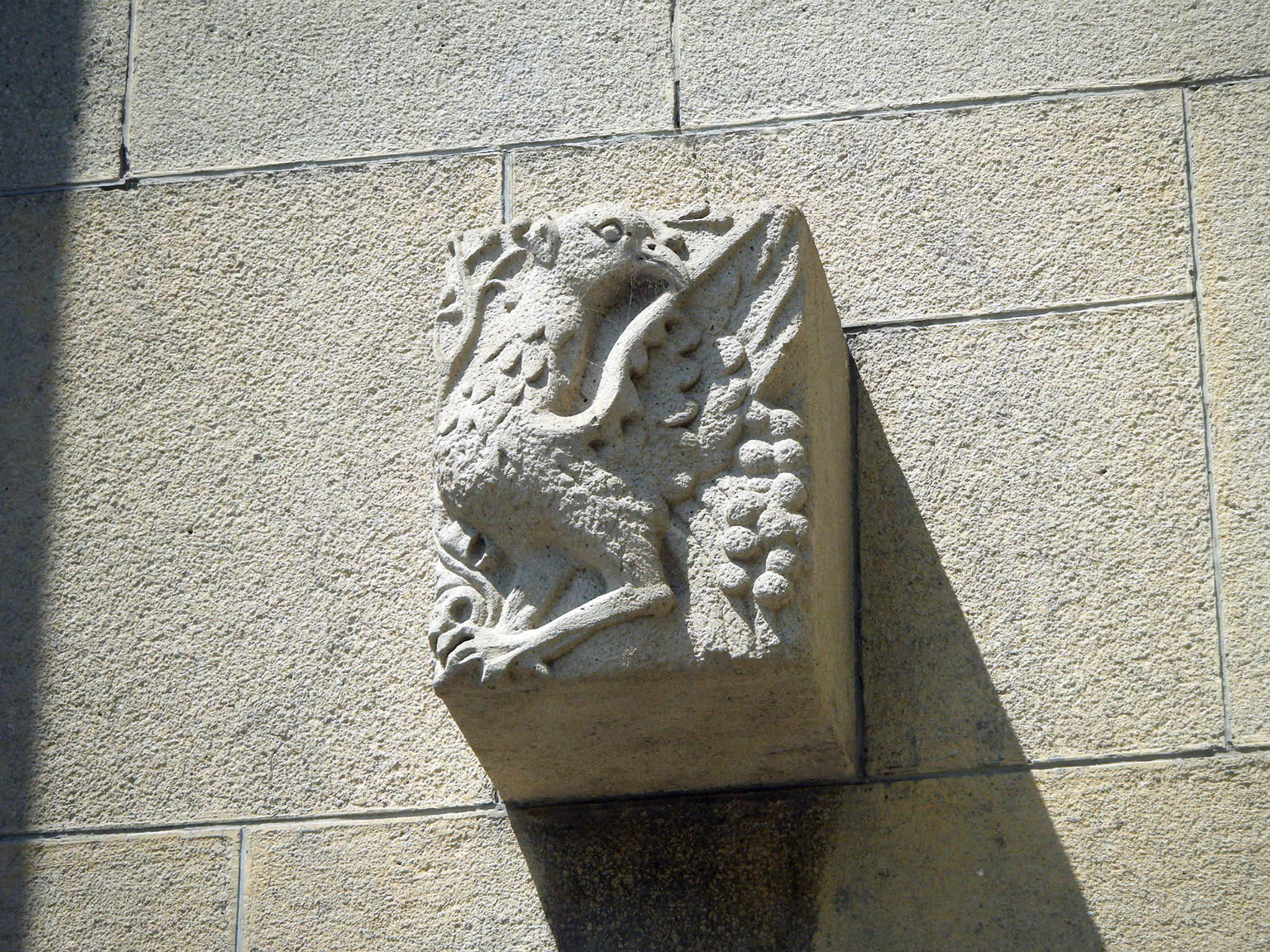
外壁東面玄関上・オリーブの枝をくわえた鳩のレリーフ
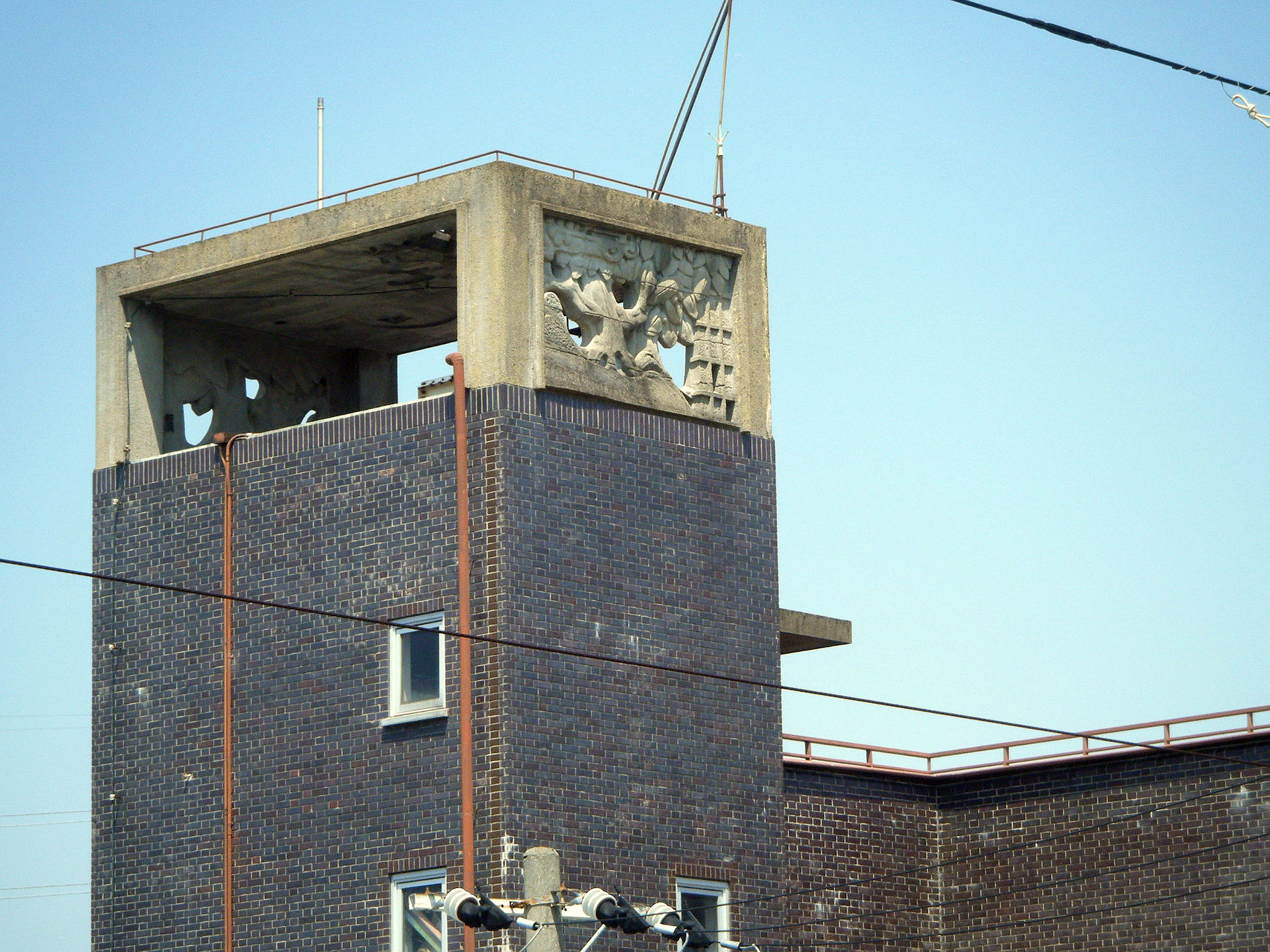
塔屋・オリーブの木のレリーフ　天井部には星や雲のレリーフもある。

## 沿革
本建築物は当初、村の建築技師が設計を担当していたが、1934年（昭和9年）の室戸台風による高潮被害で計画が一時中止。1936年（昭和11年）の再設計にあたり、村野藤吾が依頼を受けた。ちなみに建物に装飾された鳩やオリーブの木は、村野が水害からの復興を旧約聖書の「ノアの方舟」になぞらえたものと推測されている。
建築後半世紀近くを経て行われた建物の全面改修後も、外壁タイルは建築当時の材料が忠実に再現され、旧貴賓室には当初のベニヤ板張りの内装が現存している。
なお、2020年代初頭に耐震補強工事は完了したが、タイル張りの外壁は修復が難しく老朽化が課題になっている。2023年6月には台風の接近により大雨となり雨漏りが発生した。

### 年表
- 1937年（昭和12年）- 建物竣工

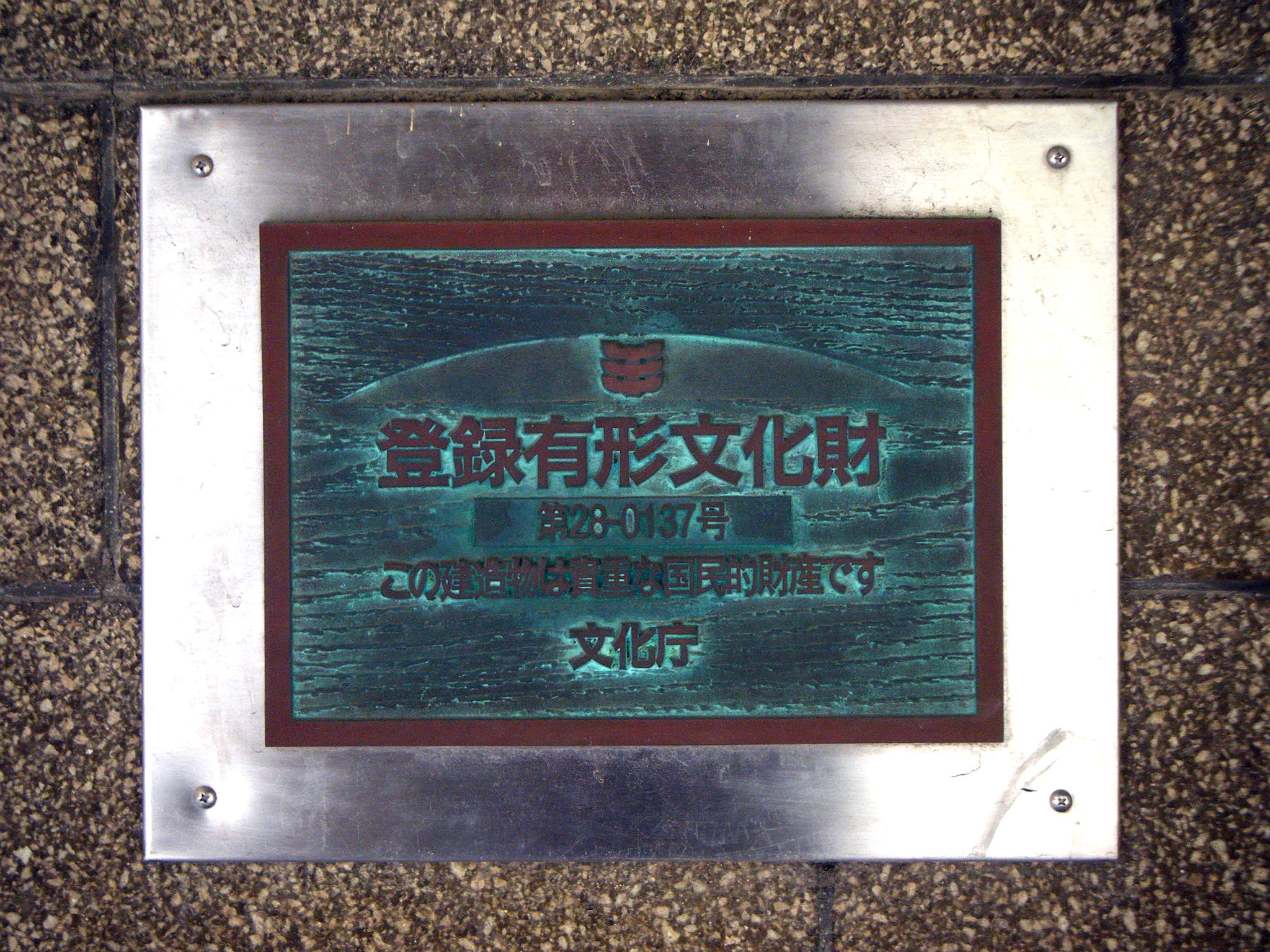
登録有形文化財の標識　玄関横に掲げられている。

  - 7月 - 隣接する大庄尋常高等小学校（現・大庄小学校）より大庄村役場が移転[5]
- 1942年（昭和17年）2月 - 尼崎市の大庄村併合を受けて、大庄出張所（後の大庄支所）となる
- 1969年（昭和44年）11月10日 - 大庄公民館として開館
- 1986年（昭和61年）3月12日 - 全面改修完了
- 2003年（平成15年）12月1日 - 市内建築物として初めて[3]、国の登録有形文化財に登録される[1]
- 2019年（平成31年/令和元年）4月1日 - 市営から民営化になる。[6]施設名を「大庄南生涯学習プラザ」に改名。
- 2021年4月1日 - 耐震等補強工事のため2022年4月30日まで休館[7]。
- 2022年5月 -  耐震等補強工事が完了し、開館。

## アクセス
- 阪神本線尼崎センタープール前駅下車、北西へ約1km。
- 阪神バス（尼崎市内線50番、50-2番、80番、80-2番）「大庄小学校」バス停下車、北西へ徒歩3分。
- 阪神バス（尼崎市内線47番、47-2番、50番、50-2番、50-4番）「大庄西」バス停下車。北東へ徒歩3分